# Reinhard Hechenberger
Reinhard Hechenberger (* 11. September 1972) ist ein österreichischer Badmintonspieler. Er ist Staatsmeister und vielfacher Vizestaatsmeister mit der Mannschaft des BSC 70 Linz.

## Karriere
Bei den Junioren wurde er Juniorenstaatsmeister im Herrendoppel mit Armin Kreulitsch. International trat er 1993 mit dem BSC 70 Linz beim Europacup der Landesmeister in Norwegen zur Titelverteidigung an. 1994 startete er bei den Austrian International. Er war Donaupokalsieger mit der Mannschaft des BSC 70 Linz und spielt bei den Senioren seit 2010 Einzelturniere. Er ist achtfacher Landesmeister mit der 2. Mannschaft des BSC 70 Linz.
Als ehrenamtlicher Funktionär ist er seit Sommer 2001 Obmann des Askö BSC 70 Linz und seit dieser Zeit auch Bezirksfachwart Badminton der Askö Bezirk Linz. Er war von September 2006 bis Juni 2009 Finanzreferent des Oberösterreichischen Badmintonverbandes (OÖBV). Er ist geprüfter Übungsleiter und geprüfter Schiedsrichter des Österreichischen Badmintonverbandes. Seit 2000 ist er Kursleiter am Universitätssportinstitut (USI) der Johannes-Kepler-Universität Linz.

## Ehrungen
- Jugend-Lorbeere des Askö OÖ
- Silbernes Ehrenzeichen des Österreichischen Badmintonverbandes 2010[1]
- Askö Verdienstzeichen in Silber[2]
- Sportehrenzeichen der Stadt Linz 2012[3]
- Landessportehrenzeichen OÖ 2012 in Bronze für Funktionäre 2012[1]
- Silbernes Ehrenzeichen des Oberösterreichischen Badmintonverbandes 2014[1]